# Entre-deux-Eaux
Entre-deux-Eaux é uma comuna francesa na região administrativa do Grande Leste, no departamento de Vosges. Estende-se por uma área de 8.47 km². Em 2010 a comuna tinha 509 habitantes (densidade: 60,1 hab./km²).